# Sant Andrieu de Sangònis
Sant Andrieu de Sangònis (en francès Saint-André-de-Sangonis) és un municipi occità del Llenguadoc, situat al departament de l'Erau i a la regió d'Occitània.

## Fills il·lustres
- Joseph Boussinesq (1842-1929), físic i matemàtic.